# توف توربو
توف توربو (انگلیسی: Tuff Turf) یک فیلم است که در سال ۱۹۸۵ منتشر شده. از بازیگران این فیلم می‌توان به جیمز اسپیدر، کیم ریچاردز، پل مونز، مت کلارک، کلودت نینس و رابرت داونی جونیور اشاره کرد.